# Alison (compañía)
ALISON es una plataforma educativa online irlandesa especializada en educación superior que ofrece cursos con certificación, así como también cursos con diploma acreditados.   Fue fundada el 21 de abril de 2007 en Galway, Irlanda, por el emprendedor social irlandés Mike Feerick. 
Desde julio de 2022, Alison ya contaba con 4000 cursos, 25 millones de estudiantes en todo el mundo y 4,5 millones de graduados.  

## Historia
Mike Feerick desarrolló la plataforma en 2006. El 21 de abril de 2007 se inauguró Alison con seis cursos.  El 5 de julio de 2016, el presidente Pranab Mukherjee de la India anunció la asociación entre Alison y la Corporación Nacional de Desarrollo de Habilidades .  
En 2015, Alison, en colaboración con la Asociación de Educación Correccional de Estados Unidos, puso en marcha un curso online para desarrollar habilidades de reinserción laboral, dirigido a personas en prisión con el fin de prevenir la reincidencia a través de la educación online gratuita. 
En abril de 2017, la empresa lanzó su aplicación móvil.  En marzo de 2021, Alison anunció la adquisición de Dash Beyond, una empresa de tecnología educativa con sede en India que se especializa en el desarrollo profesional y la capacitación de habilidades.  En mayo de 2021, Alison anunció un acuerdo con Co-operation Ireland para el oeste de este país. El patrocinio de tres años contribuyó al desarrollo de un Capítulo de Apoyo para la organización benéfica de paz Norte/Sur en el oeste de Irlanda, y al desarrollo de un Programa de Escuelas Online para toda Irlanda. 
En 2025, el exministro de Estado del Fine Gael, Ciarán Cannon, se unió a Alison como vicepresidente de Asuntos Globales. 

## Productos y servicios

### Modelo de negocio
La plataforma les permite a los usuarios registrados acceder a la educación y a la capacitación de habilidades digitales de manera gratuita.  Los ingresos de Alison se generan a través de la publicidad y de la venta de certificados.  Según The Economist, la compañía busca impulsar la educación a través de la publicidad en televisión y en radio. La plataforma utiliza un modelo de ingresos publicitarios de pago por clic online.  

### Cursos
Desde 2022, Alison cuenta con cursos y áreas de aprendizaje en nueve categorías de materias principales, a nivel de certificado y diploma.  No hay límite de tiempo para completar un curso.   En 2020, Alison publicó un curso sobre el coronavirus en 50 idiomas.  En asociación con mEducation Alliance, Alison desarrolló dos cursos sobre alfabetización digital en 2022.  En colaboración con EcoEd4All, la empresa también ofrece cursos de educación ambiental. 
Los cursos están acreditados por CPD UK, la institución de desarrollo profesional continuo del Reino Unido .  La empresa también lleva a cabo una encuesta de bienestar, en asociación con el proveedor de atención médica Welliba. 

## Premios
Alison estuvo entre los cuatro ganadores del Premio UNESCO Rey Hamad bin Isa Al Khalifa 2010, un premio a la innovación en TIC para la educación.  En octubre de 2013, Alison ganó un premio en la Cumbre Mundial de Innovación en Educación celebrada en Qatar . 
En febrero de 2021, Alison recibió el Premio de Solidaridad Civil del Comité Económico y Social Europeo (CESE) por su curso gratuito «Coronavirus: lo que necesitas saber», publicado en febrero de 2020 para informar sobre la propagación del virus, sus efectos y sobre cómo protegerse.  